# هنري نيكسون (ممثل)
هنري نيكسون (بالإنجليزية: Henry Nixon)‏ هو ممثل أسترالي، ولد في القرن 20 في سيدني في أستراليا.

## أعمال

### أفلام
- (2009) مثلث[2]
- (2011) الجميلة النائمة

### مسلسلات
- إن سي آي إس

## وصلات خارجية
- هنري نيكسون على موقع IMDb (الإنجليزية)
- هنري نيكسون على موقع قاعدة بيانات الأفلام العربية
- هنري نيكسون على موقع ألو سيني (الفرنسية)
- هنري نيكسون على موقع أول موفي (الإنجليزية)
- هنري نيكسون على موقع قاعدة بيانات الفيلم (الإنجليزية)
- هنري نيكسون على موقع كينوبويسك (الروسية)